# Baulne-en-Brie
Baulne-en-Brie è un ex comune francese di 305 abitanti situato nel dipartimento dell'Aisne della regione dell'Alta Francia. Il 1º gennaio 2019 il comune è stato accorpato con quelli di La Chapelle-Monthodon e Saint-Agnan per formare il nuovo comune di Vallées en Champagne.

## Società

### Evoluzione demografica
Abitanti censiti